# 6665 Kagawa
A 6665 Kagawa (ideiglenes jelöléssel 1993 CN) a Naprendszer kisbolygóövében található aszteroida. Urata Takesi fedezte fel 1993. február 14-én.